# IC 2958
IC 2958 ist eine Balken-Spiralgalaxie vom Hubble-Typ SB mit aktivem Galaxienkern im Sternbild Großer Wagen am Nordsternhimmel. Sie ist schätzungsweise 462 Millionen Lichtjahre von der Milchstraße entfernt und hat einen Durchmesser von etwa 65.000 Lj.

Im selben Himmelsareal befinden sich u. a. die Galaxien NGC 3871, NGC 3878, NGC 3880, IC 729.
Das Objekt wurde am 11. Juni 1896 von Stéphane Javelle entdeckt.